# Cymodoce bifida
Cymodoce bifida là một loài chân đều trong họ Sphaeromatidae. Loài này được Leach miêu tả khoa học năm 1818.